# تاريخ الهند
ثمة إجماع في علم الوراثة الحديث بأنّ تاريخ وصول الإنسان العاقل إلى شبه القارة الهندية من إفريقيا يعود إلى الفترة بين 73000 و 55000 سنة. بالرغم من ذلك، يمتدّ تاريخ أقدم بقايا بشرية مُكتشَفة في جنوب آسيا إلى 30 ألف عام. في العام 7000 قبل الميلاد تقريبًا، بدأت الحياة الاستيطان في جنوب آسيا، والتي شملت الانتقال من البحث عن الطعام إلى الزراعة والرعي. يمكن العثور في موقع مهرجاره الأثري على أدلة لزراعة القمح والشعير، وعلى آثار لتربية الماعز، والأغنام، والماشية. بحلول العام 4500 قبل الميلاد، انتشرت حياة الاستيطان على نطاق أوسع، وراحت تنمو شيئًا فشيئًا حتى أصبحت حضارة وادي السند، وهي من بواكير حضارات العالم القديم، والتي عاصرت حضارات مصر القديمة وبلاد ما بين النهرين. ازدهرت هذه الحضارة في الفترة بين 2500 و 1900 قبل الميلاد في البلاد التي تُعرف حاليًا باسم الباكستان وشمال غرب الهند، وقد اكتسبت سمعتها في التخطيط الحضري، ومنازل الطوب، والصرف الصحي المُتقن، وتوفير المياه.
في أوائل الألفية الثانية قبل الميلاد، تسبب الجفاف المعروف باسم حدث 4.2 كيلو سنة في ترك سكان وادي السند المراكز الحضرية الكبيرة لينتشروا في القرى. وفي نفس تلك الفترة، انتقلت القبائل الهندية-الآرية إلى البنجاب من آسيا الوسطى خلال عدة موجات هجرة. شهِدت الفترة الفيدية (1500-500 قبل الميلاد) وضْع نصوص الفيدا، التي كانت تجميعًا لتراتيل تلك القبائل. وشمِل نظام فارنا الخاص بهم، والذي تحوّل إلى النظام الطبقي، تسلسلًا هرميًا ضمّ الكهنة، والمقاتلين، والفلاحين الأحرار، إنما استبعد الشعوب الأصلية من خلال وصْم حِرَفهم بأنها غير نقية. انتشر الرعاة والبدو الهندو-آريين من البنجاب إلى سهل الغانج، حيث أزالوا الأشجار في مساحات شاسعة لاستغلالها في الزراعة.
انتهى تأليف النصوص الفيدية في العام 600 قبل الميلاد تقريبًا، عندما ظهرت حضارة إقليمية جديدة. أُدمجت الكيانات القبلية الصغيرة، أو ما عُرف باسم جانابادا، بولايات أكبر، ماهاجانابادا، وحدثت حركة التحضر الثاني. رافق تلك الحركة ظهور حركات سمْنيّة جديدة في ماجادا الكبرى، شملت الجاينية والبوذية، عارضت التأثير المتزايد للبراهمانية وأولوية الطقوس التي ترأّسها كهنة براهمة بعد أن أصبحت مرتبطة بالديانة الفيدية، وأفسحت المجال لظهور مفاهيم دينية جديدة. في ردّة فعل على نجاح تلك الحركات، انصهرت البراهمانية الفيدية مع الثقافات الدينية سابقة الوجود في شبه القارة الهندية، وهو ما أفضى إلى ظهور الهندوسية.
خلال القرنين الرابع والثالث قبل الميلاد، خضعت معظم أجزاء شبه القارة الهندية للإمبراطورية الموارية. ابتداءً من الألف الثالثة قبل الميلاد، بدأ نموّ الأدب المكتوب بلغة البراكريت والبالي في الشمال وأدب سنغمي باللغة التاميلية في جنوب الهند. نشأ فولاذ الهندواني في جنوب الهند في القرن الثالث قبل الميلاد وصُدّر إلى الخارج في فترة الممالك الهندية الوسطى، وحكمت العديد من السلالات الحاكمة مناطق مختلفة من الهند لفترة امتدت 1500 عام بعد ذلك، يُذكر منها إمبراطورية جوبتا. تُعرف هذه الفترة، التي شهدت نهضة دينية وفكرية للهندوس، باسم العصر الكلاسيكي أو «العصر الذهبي للهند». انتشرت خلال تلك الفترة عناصر من الحضارة، والإدارة، والثقافة، والديانات الهندية (الهندوسية والبوذية) إلى عدة أجزاء من آسيا، في حين أنشأت الممالك في جنوب الهند روابطَ تجارية بحرية مع بلدان الشرق الأوسط والبحر الأبيض المتوسط. كما انتشر التأثير الثقافي الهندي في أصقاع جنوب شرق آسيا، مما أدى إلى قيام ممالك هندية في جنوب شرق آسيا (الهند الكبرى).
يُعتبر أهم حدث وقع في الفترة بين القرنين السابع والحادي عشر هو الصراع ثلاثي الأطراف والذي نشب للسيطرة على قنوج، ودام أكثر من قرنين بين إمبراطورية بالا، وإمبراطورية راشتراكوتا، وإمبراطورية غورجارا براتيهارا. ابتداءً من منتصف القرن الخامس، شهد جنوب الهند صعود عدة قوىً إمبريالية، لا سيما إمبراطوريات تشالوكيا، وتشولا، وبالافا، وتشيرا، وبانديا، وتشالوكيا الغربية. احتلت سلالة تشولا الحاكمة جنوب الهند، كما نجحت في غزو أطراف من جنوب شرق آسيا، وسريلانكا، وجزر المالديف، والبنغال في القرن الحادي عشر. في حقبة العصور الوسطى المبكرة، أسهمت الرياضيات الهندية، بما فيها نظام العدّ الهندي، في تطور الرياضيات وعلم الفلك في الوطن العربي.
أطلقت الفتوحات الإسلامية في شبه القارة الهندية حملاتٍ محدودة وصلت إلى أفغانستان المعاصرة، وإقليم السند مع بداية القرن الثامن، تبع ذلك غزوات محمود الغزنوي. نشأت سلطنة دلهي في العام 1206 ميلادية على يد الترك من آسيا الوسطى والذين حكموا رقعةً واسعةً من شبه القارة الهندية الشمالية في أوائل القرن الرابع عشر، لكنها تدهورت في أواخر القرن الرابع عشر، وشهدت ظهور سلطنة الدكن. بالإضافة إلى ذلك، برزت سلطنة البنغال الغنية بوصفها قوةً رئيسية دامت لأكثر من ثلاثة قرون. شهدت تلك الفترة أيضًا قيام العديد من الدول الهندوسية ذات السطوة، وخصوصًا إمبراطورية فيجاياناغارا ودويلات الراجبوت، مثل مملكة ميوار. كما شهد القرن الخامس عشر ظهور الديانة السيخية. بدأت الحقبة الحديثة المبكرة في القرن السادس عشر، عندما غزت سلطنة مغول الهند معظم شبه القارة الهندية، وفي ذلك إشارة إلى التصنيع الأولي، وأصبحت أكبر اقتصاد وقوة تصنيعية على مستوى العالم، إذ حظيت بإجمالي ناتج محلي نقدي بلغت قيمته ربع الناتج المحلي الإجمالي العالمي، متفوقةً على مجموع الناتج المحلي الإجمالي لأوروبا.
مرّ المغول بفترة تراجع تدريجي في أوائل القرن الثامن عشر، مما منح فرصة لإمبراطورية ماراثا، والسيخ، ومملكة ميسور، وسلالة نظام الملك، ونواب البنغال ومرشد أباد لبسط سيطرتهم على مناطق شاسعة من شبه القارة الهندية.
منذ منتصف القرن الثامن عشر حتى منتصف القرن التاسع عشر، انتُزعت عدة مناطق من الهند تدريجيًا لصالح شركة الهند الشرقية، التي كانت شركة ذات امتياز تعمل بوصفها قوة سيادية بالنيابة عن الحكومة البريطانية. أفضى السخط على حكم الشركة في الهند إلى ثورة الهند في العام 1857، والتي عصفت بأجزاء من شمال الهند ووسطها، وأدت إلى تصفية الشركة. بعد ذلك خضعت الهند مباشرة للتاج البريطاني، في مرحلة الراج البريطاني. بعد الحرب العالمية الأولى، بدأ المؤتمر الوطني الهندي حركة النضال الوطني لتحقيق الاستقلال، بقيادة المهاتما غاندي، الذي اشتُهر بمقاومته السلمية. فيما بعد، نادت رابطة مسلمي عموم الهند بإقامة دولة قومية منفصلة ذات أغلبية مسلمة. في أغسطس 1947، قُسّمت الإمبراطورية الهندية البريطانية إلى اتحاد الهند ودومينيون باكستان، وحازت كلّ بلد منهما على استقلالها.

## حقبة ما قبل التاريخ (حتى 3,300 ق.م)

### العصر الحجري القديم
يُقدر أن انتقال الكائنات البشراوانية من أفريقيا إلى شبه القارة الهندية حدث منذ مليوني سنة تقريبًا، وقد يعود إلى وقت أبكر من ذلك (حتى 2.2 مليون سنة). يستند هذا التاريخ إلى ظهور الإنسان المنتصب في إندونيسيا قبل 1.8 مليون سنة، وفي شرق آسيا قبل نحو 1.36 مليون سنة، إضافةً إلى اكتشاف الأدوات الحجرية التي صنعها البشر البدائيون في وادي نهر سوان في ريوات وفي تلال بابي في دولة باكستان الحالية. ادعى البعض وجود بعض الاكتشافات الأقدم، لكن لم يمكن تأكيد تواريخها المقترحة اعتمادًا على الرواسب النهرية بشكل مستقل.
تعود أقدم المستحاثات البشراوانية في شبه القارة الهندية إلى إنسان هايدلبيرغ في وادي نارمادا في الهند الوسطى، ويبلغ عمرها تقريبًا نصف مليون عام. ادعى البعض اكتشاف مستحاثات أخرى تفوقها قدمًا، لكنهم افتقروا إلى المصداقية. اقترحت مراجعات الدليل الأثري أن انتشار البشراوانيين في شبه القارة الهندية كان متقطعًا حتى نحو 700,000 عام مضت، وامتد وجودهم على مساحات واسعة جغرافيًا قبل نحو 250,000 عام من زمننا الحاضر، واعتبارًا من هذه النقطة التاريخية ذُكر وجود الدليل الأثري للإنسان البدائي على نحو واسع.
وفقًا للديموغرافي التاريخي تيم ديسون المختص بسكان جنوب آسيا:
«نشأت الكائنات البشرية المعاصرة -الهوموسايبيان- في أفريقيا، ثم في فترة ما بين 60,000 و 80,000 سنة سابقة، بدأت مجموعات صغيرة منهم بدخول شمال غرب شبه القارة الهندية في فترات متفرقة، ويبدو أنها قدمت بدايةً على الطرق المجانبة للساحل، ومن المؤكد تقريبًا أن الهوموسايبيانز ظهروا في شبه القارة الهندية منذ 55,000 عام، رغم أن المستحاثات الأقدم التي وُجدت لهم يبلغ عمرها 30,000 سنة وحسب».
وفقًا لمايكل د. بتراجليا وبريدجت آلشين:
«تدعم بيانات الصبغي الذكري «واي» والمادة الوراثية الخاصة بالمتقدرات أن أصول البشر المعاصرين الذي استوطنوا جنوب آسيا تعود إلى القارة الأفريقية......تعود تواريخ الاندماج بين أغلب المجموعات السكانية غير الأوروبية بالمتوسط إلى 73,000-55,000 سنة سابقة»

وفقًا للمؤرخ البيئي لجنوب آسيا مايكل فيشر: 
«يقدر الباحثون أن أول انتشار ناجح للهوموسايبيانز وراء الحدود الأفريقية وضمن شبه الجزيرة العربية حدث قبل 40,000 إلى 80,000 عامًا، رغم وجود الكثير من محاولات الهجرة الفاشلة قبل ذاك التاريخ. وسع بعض أحفادهم الامتداد البشري على مجال أكبر مع كل جيل جديد، وانتشروا في كل أرض وجدوها تصلح للسكن. امتدت إحدى السلاسل البشرية عبر الأراضي الدافئة والخصبة على امتداد الخليج الفارسي وشمال المحيط الهندي. دخلت عدة مجموعات إلى الهند منذ 35,000 إلى 75,000 سنة»
فسر البعض الأدلة الأثرية في سياق يقترح وجود آثار بشرية تشريحية في شبه القارة الهندية تماثل بنية الإنسان المعاصر قبل 74,000 إلى 78,000 سنة، لكن هذه التفسيرات بقيت موضع جدل. أدى استيطان جنوب آسيا بالبشر المعاصرين على مدى طويل وبأشكال مختلفة تراوحت بين الانعزال والجمع والالتقاط إلى تحويلها إلى منطقة شديدة التنوع الجيني لا يفوقها سوى أفريقيا.
وفقًا لتيم دايسون: «ساهمت الأبحاث الجينية في جمع المعلومات حول حقبة ما قبل التاريخ للبشر القاطنين في شبه القارة الهندية من جوانب أخرى. كان التنوع الجيني في هذه المنطقة مرتفعًا على وجه الخصوص، ولم يتفوق عليها من هذه الناحية سوى سكان القارة الأفريقية، لذا يوجد دليل قوي على حدوث العديد من الأحداث «المؤسسة» في شبه القارة الهندية. تعني هذه الأحداث اجتماع الظروف التي سمحت بظهور مجموعة فرعية (قبيلة مثلًا) من عدد صغير من «الأفراد الأصليين». يمتاز سكان شبه القارة الهندية بيملهم لزواج الأقارب إلى حد كبير نسبيًا مقارنةً بأغلب مناطق العالم الأخرى».

### العصر الحجري الحديث
ظهر نمط الحياة المستقر في شبه القارة الهندية على الحدود الغربية من سهول نهر السند الطمية قبل 9,000 سنة تقريبًا، وتطورت تدريجيًا إلى حضارة وادي السند في الألفية الثالثة قبل الميلاد. وفقًا لتيم دايسون: «بدأت ممارسة الزراعة في بلوشستان منذ 7,000 سنة، وانتشرت الزراعة ببطء تجاه الشرق ضمن وادي السند على مدى الألفي سنة التالية». يقول مايكل فيشر: «كان أول نموذج مكتشف للمجتمع الزراعي المستقر قوي الركائز في مهرغارة في التلال بين ممر جبل بولان وسهل السند (في باكستان حاليًا).
بدأت المجتمعات في تلك المنطقة منذ عام 7,000 قبل الميلاد باستثمار زيادة الولادات وتوفر اليد العاملة في تجهيز الأراضي واختيار نباتات منتجة للحبوب وزراعتها والاهتمام بها وحصادها. دجنت هذه المجتمعات الحيوانات أيضًا مثل الخراف والماعز والخنازير والثيران (كل من الدرباني المحدب وغير المحدب)، وحول إخصاء الثيران هذه الحيوانات من مصدر أساسي للحوم إلى حيوانات داجنة للجر».

## العصر البرونزي – أولى علامات التمدن (من 3,300 إلى 1,800 ق.م)

### حضارة وادي السند
بدأ العصر البرونزي في شبه القارة الهندية نحو 3,300 ق.م. كانت منطقة وادي السند إحدى مهود الحضارات الأولى الثلاث في العالم القديم إلى جانب مصر القديمة وبلاد الرافدين، وكانت الأكثر انتشارًا بينها، إذ بلغ عدد أفرادها في أوج بريقها خمسة ملايين.
مثلت أراضي باكستان الحالية في حوض نهر السند المركز الرئيس لهذه الحضارة، وانتشرت ثانويًا إلى حوض نهر شاغار هاكرا شرقي باكستان وشمال غرب الهند. ازدهرت حضارة السند المتقدمة بين عامي 2,600 و 1,900 ق.م، مشيرةً إلى بداية الحضارة المدنية في شبه القارة الهندية. شملت هذه الحضارة مدنًا عدة مثل هارابا وجانويريوال وموهينجو-دارو في باكستان الحالية، ودولافيرا وكاليبانجان وراخيجارهي ولوتهال في الهند الحالية.
طوّر سكان وادي نهر السند القدامى (الذين يطلق عليهم الهارابيون) تقنيات جديدة في علم المعادن والحرف اليدوية (منتجات حجر العقيق ونقش الأختام) وأنتجوا النحاس والبرونز والرصاص والقصدير. امتازت هذه الحضارة بمدنها المبنية من الطوب ونظم الصرف المجانبة للطرقات ومنازلها متعددة الطوابق، ومن المعتقد أنها حظيت ببعض التنظيم البلدي.
بعد انهيار حضارة وادي السند، هاجر شعبها من وادي نهر السند وجاغار هاكرا تجاه سفوح جبال الهيمالايا وحوض نهري جمنة والغانج.

### ثقافة الفخار المغري
ظهرت ثقافة الفخار الملوّن بالمغري خلال الألفية الثانية قبل الميلاد في منطقة دواب بين نهري جمنة والغانج حيث انتشر الاستيطان الريفي مع الممارسات الزراعية والصيد. استخدم سكان هذه المنطقة الأدوات النحاسية مثل الفؤوس والرماح والأسهم والسيوف، ودجنوا الأبقار والماعز والخراف والخنازير والكلاب. حظي الموقع بالاهتمام بسبب العربات ذات العجلات الصلبة التي اكتشفت عام 2018، والتي رأى البعض أنها «عربات حربية تجرها الخيول».

## الحقبة الفيدية
امتدت الحقبة الفيدية خلال الفترة من 1500 إلى 500 قبل الميلاد، وتتميز تلك الحقبة بامتداد الثقافة الهندو آرية وقد ارتبطت بصفة رئيسية بنصوص الفيدا المقدسة لدى الهندوس والتي تم صياغتها شفهيا باللغة السنكريتية، وتعتبر الفيدا من أقدم النصوص الدينية المعروفة والموجودة في الوقت الحالي تاليةً لنصوص الحضارات المصرية وبلاد ما بين النهرين، وقد احتضنت تلك الفترة بين جنباتها نشأة الهندوسية والعديد من الجوانب الثقافية الأخرى التي عملت على تشكيل المجتمع الهندي في ذلك الحين، وهو ما امتد أثره حتى العصر الحالي، وبالإضافة إلى تكون نصوص الفيدا خلال تلك الفترة، فقد نبتت أيضا خلال تلك الحقبة البذرة الرئيسية لأهم ملحمتين في تاريخ الهند والتي كتبتا بالسنكريتية وهما «الرامايانا» و«المهابهاراتا».
وقد أنشأ الآريون الحضارة الفيدية في مناطق شمال الهند وبصفة خاصة ما يسمى بالسهل الشمالي أو سهل شمال نهر الهند (وهي حاليا تضم أغلب شمال وغرب الهند، ومعظم الأجزاء المأهولة من باكستان وأجزاء من جنوب نيبال ويكاد يكون كل بنجلاديش).
وتألفت المجتمعات الفيدية الأولى بصفة عامة من مجتمعات رعوية، وبعد وقت «الريجيفيدا» (وهي أحد أجزاء الفيدا المقدسة) غلب على الشعوب الآرية الصفة الزراعية وتم في هذا الوقت تنظيمهم اجتماعياً في أربعة طبقات اجتماعية وهم : «البراهمة» وهي طبقة المعلمين، و«الكشتارية» وهي طبقة المحاربين و«الشودرا» وهم طبقة العمال ثم «الفيشيا» وهي طبقة المزارعين والحرفيين والتجار.
ومن وجهه النظر الأثرية، تدين مجتمعات الفيدا بوجودها إلى حقبات أقدم وهي ما أطلق عليه ثقافة الفخار الملون وهي التي امتدت خلال أواخر العصر البرونزي في شمالي الهند حوالي الألف الثاني قبل الميلاد وأعقبت حضارة «وادي السند» ومن ثم أعقبها العصر الحديدي الذي احتضن ثقافة «الآنية الحمراء والسوداء» و«الآنية الرمادية»
وقد نشأت مملكة «كودو» خلال تلك الحقبة التالية لثقافة الفخار الملوّن بداية العصر الحديدي شمال غرب الهند حوالي الألفية الأولى قبل الميلاد، وامتدت ثقافة المشغولات الرمادية في منطقة شمال الهند خلال الفترة من 1100 إلى 600 قبل الميلاد.
أيضاً تضمنت الحقبة الفيدية بعض الجمهوريات إن جاز لنا إطلاق التسمية مثل «الفيشالي» والتي ظهرت خلال القرن السادس قبل الميلاد واستمرت في بعض المناطق حتى القرن الرابع قبل الميلاد وتميزت الفترة الأخيرة من هذه الحقبة بتحول متلاحق من النظام الرعوي إلى الممالك المستقرة وتم تسميتها فيما بعد بال «ماهاجانابادا» أي الممالك العظمى .

## «ماهاجانادابا» الممالك العظمى
مع أواخر العصر الفيدي، كانت مجموعة من الممالك الصغيرة تغطي معظم شبه الجزيرة الهندية وقد ورد ذكر بعضها في نصوص الفيدا رجوعاً إلى عام 1000 قبل الميلاد، وبحلول العام 500 قبل الميلاد كانت هناك ستة عشر مملكة أو ولاية اُصطلح على تسميتها بالـ «ماهاجانادابا» وهي كاسي، كوسالا، أنجا، ماجادا، فاجي، ماللا، تشيدي، فاتسا، كورو، بانشالا، ماتسيا، سوراسينا، أساكا، أفينتي، كاندهارا، وكامبوجا، وقد امتدت تلك الممالك في شمال الهند بصفة عامة وقد شهدت تلك الفترة البزوغ الثاني الكبير لمدنية الهند بعد مدنية وادي السند خلال العصر البرونزي.
إضافة إلى تلك الممالك الكبرى، انتشرت في باقي ربوع الهند العديد من العشائر الأخرى، أما عن نظام الحكم فقد اعتمد على التوريث في بعض الممالك والعشائر فيما انتهجت أخرى أنظمة انتخابية، وكانت لغة التعليم خلال تلك الفترة هي السنكريتية فيما طغت لغة البراكيت على المعاملات اليومية للأغلبية العظمى من السكان في شمال الهند، وبحلول وقت جوتاما بوذا في 500 – 400 قبل الميلاد توحدت بعض تلك القبائل في أربعة رئيسية وهي فاتسا، أفانتي، كوسالا، وماجادا.
الطقوس الهندوسية خلال تلك الفترة كانت معقدة وكان يتم تطبيقها بواسطة الكهنة، ويعتقد أن «اليوباشاند» وهي النصوص المتأخرة للفيدا والتي تتعامل بصفة رئيسية مع القضايا الفلسفية تم صياغتها خلال فترة الممالك العظمى وكان لليوباشاند تلك تأثير عميق على العقلية الفلسفية الهندية بالتوازي مع تعاليم بوذا والتعاليم الجنتية (وهي الديانة الموازية للبوذية والتي تم الدعوة إليها بواسطة ماهافيرا)، وقد تم اعتبار تلك الفترة هي الفترة الذهبية للفكر الهندي خلال تلك الحقبة.
من المعتقد أنه بحلول العام 537 قبل الميلاد تحقق لجوتاما بوذا حالة التنوير ومن ثم إطلق عليه بوذا، وخلال نفس الفترة تقريباً كانت الهند على موعد مع لاهوت آخر تم تقديمه على يد ماهافيرا سيكون له أكبر الأثر على العقلية الهندية ألا وهو الجنتية، ومع ذلك فإن من يعتقدون أنهم يملكون الإيمان القويم للجنتية يذهبون إلى أنها وجدت سابقة لجميع الأزمنة المعروفة !، ويعتقد أن الفيدا قد أتت على ذكر مجموعة من المتنورين أو مراحل التنوير الجنتية وبعض طقوس الزهد المطبقة والمتشابهة مع حركة شرامانا، (وهم نوع من الرهبان الذين يمارسون طقوس الزهد).
وقد أظهرت كل من تعاليم البوذية والجنتية ميلا واضحا نحو صنوف الزهد المختلفة وقد تم الدعوة أو التبشير بهما باللغة الباكريتية واسعة الانتشار مما سوغ لهما القبول من جانب السواد الأعظم من الناس حتى من ليس لهم كبير حظ من العلم، وقد تفاعلت كلا من الديانتين بالقطع مع بعض الطقوس أو التقاليد الهندية الرئيسية في الهندوسية وأذكتها وشرعت في تطبيقها مثل النباتية وتحريم ذبح الحيوان والأهماس (نبذ العنف)، وفيما لم تتخط الديانة الجنية الحدود الهندية، نجح الرهبان البوذيون في نشر مذهبهم على مدى أوسع ليشمل آسيا الوسطى وجنوب شرق آسيا والتبت وسريلانكا وشرق آسيا.

## الفتوحات الفارسية والإغريقية
وقعت معظم الأجزاء الواقعة شمال غرب شبه الجزيرة الهندية تحت يد الإمبراطورية الفارسية الأكادية بقيادة «داريوس العظيم» وذلك حوالى العام 520 قبل الميلاد، واستمرت تلك السيطرة لقرنين من الزمان، وفي عام 326 قبل الميلاد قام الإسكندر المقدونى بغزو الإمبراطورية الفارسية وفتح آسيا الصغرى وصولا إلى الحدود الشمالية الغربية لشبة الجزيرة الهندية حيث هزم الملك «بوروس» في معركة هيداسبس وبذلك فتح معظم أجزاء إقليم البنجاب.
وقد وضع الزحف المتواصل للإسكندر نحو الشرق جيشه في مواجهه مباشرة مع مملكة «ناندا» (وهى إمبراطورية نشات من رحم إمبراطورية «ماجادا» في الهند القديمة خلال القرن الرابع والخامس قبل الميلاد) ومن ثم مملكة «جانجاريدا» وهو اسم منطقة البنغال خلال تلك الفترة، وتحت ضغط قوات الإسكندر المرهقة عليه لعدم خوض غمار الحرب داخل مجاهل الهند خوفا من جيوش أكبر قد يواجهونها، آثر الإسكندر الرجوع من حيث أتى.
وقد كان للفتوحات الفارسية والإغريقية تداعيات هامة على الحضارة الهندية، حيث أثرت نظم الحكم المتبعة في الدولة الفارسية على أنظمة الحكم والإدارة خلال الحقبات التاريخية التالية وبخاصة إمبراطورية «موريا»، وإضافة إلى ذلك فإن منطقة «كانداهارا» (حاليا شرق أفغانستان وشمال غرب باكستان) أصبحت بوتقة صهر للعديد من الثقافات الهندية والفارسية وآسيا الصغرى واليونانية والتي بدورها أعطت دفعة لثقافة هجينة جديدة وهى «البوذية الإغريقية» والتي نشأت بتفاعل البوذية مع الثقافة الهلينستية والتي استمرت حتى القرن الخامس الميلادى وأثرت على نشأة بوذية ماهايانا (إحد فرعى البوذية الرئيسيين، والأخر هي التيرافادا).

## إمبراطورية موريا
امتدت الإمبراطورية الماورية خلال الفترة من 322 إلى 185 قبل الميلاد تحت حكم أسرة موريا، وكانت بحق ذات رقعة جغرافية واسعة لم تمتد إلى مثلها أية إمبراطورية قبلها وكانت ذات تنظيم سياسى وعسكري قوى، وقد تم إنشاء إمبراطورية موريا على يد «تشاندرا جوبتا موريا» وبلغت أقصى أوجها تحت حكم «أشوكا»، وفي أوج انتشارها امتدت تلك الإمبراطورية شمالا لحدود جبال الهيمالايا وللشرق فيما هو الآن «أسام» وللغرب لما هو الآن باكستان وأجزاء كبيرة من أفغانستان وبما يشمل مدن هرات وقندهار، كما امتدت المملكة في وسط وجنوبى الهند على يد الملك «تشاندرا جوبتا» وخلفه «بندوسارا»، ولكن لم تمتد إلى اكتشافات بمناطق الغابات بالقرب من «كالينجا» والتي تم بعد ذلك فتحها على يد أشوكا، وقد كان أشوكا من أشد المناصرين للبوذية وعمل على نشرها بشتى الطرق وإنه لمن الحق أن انتشار البوذية داخل وخارج الهند إنما يعزو بصفة رئيسية إلى أشوكا.
وقد قام وزير تشاندرا جوبتا الداهية «تشاناكا» بكتابة ما يسمى بالـ «أرساشاسترا» وهى تعد من أعظم المعاهدات في الاقتصاد والسياسة والعلاقات الخارجية والإدارة والفنون الحربية والدين التي تم كتابتها في آسيا قاطبة، وتعد هي ومراسيم أشوكا هي الوثائق الرئيسية لفترة حكم ملوك موريا.

## الممالك الوسطى الأولى (العصر الذهبى)
تعتبر فترة العصور الوسطى الهندية، فترة ذات تغيرات ثقافية ملموسة، حكمت فيها أسرة «ساتافاهانا» مناطق كبيرة من وسط وجنوب الهند في الفترة ما بعد 230 قبل الميلاد، وقد قام ملكهم السادس «ساتا مارنى» بهزيمة إمبراطورية السونج في الشمال، ثم جاء من بعدها المحارب «كارافالى» من «كالينجا» ليحكم تلك المساحات الشاسعة، وقد عمل على نشر المذهب الجنتى في شبة القارة الهندية، وقد تملكت إمبراطوريته أسطول بحرى كبير عمل على خطوط تجارية مع سريلانكا وبورما وتايلاند وفييتنام وكمبوديا وبرنيا وبالى وسومطرة وجافا وقد استقر المستعمرون من كالينجا في سريلانكا وبورما والمالديف وأرخبيل الملايو.
مملكة «كونيندا» كانت مدينة صغيرة في الهيمالايا وقد استمرت من القرن الثاني قبل الميلاد إلى تقريبا القرن الثالث بعد الميلاد، أما إمبراطورية «كوشان» (والتي نشأت من هجرات هذا الشعب من وسط آسيا إلى شمال غرب الهند في منتصف القرن الأول بعد الميلاد) فقد امتدت من طاجكستان إلى منتصف الجانج، اما في الغرب فتحكم في زمام الأمور حكام «ساكا» الغربيون من 35 إلى 405 ميلادية في مناطق وسط وغربي الهند، وقد كانو معاصرين للكوشان الذين حكمو الجزء الشمالى من الهند والساتافاهانا الذين حكموا وسط وجنوب الهند.
العديد من الأسر الأخرى حكمت أجزاء من جنوب الهند ومنها بانديا وتشولا وتشيرا وكادامبا وغرب الجانج وبالافا وتشالوكيا خلال العديد من الأوقات المتفرقة، والعديد منها أنشأ إمبراطوريات فيما وراء البحار امتدت إلى جنوب شرق آسيا، وقد قامت العديد من الحروب فيما بين تلك الممالك سيطر في بعضها ممالك الدكن على اجزاء جنوب الهند وازاحت اسرة كالابدا البوذية بساط النفوذ من اسر تشولا وتشيرا وبانديا في الجنوب.

## فترة حكم أسرة جوبتا
تشير لفظة العصر الكلاسيكى للهند إلى الفترة التي آل الحكم فيها إلى أسرة أو إمبراطورية جوبتا خلال الفترة من 320 إلى 550 بعد الميلاد وقد تم إطلاق على تلك الفترة أيضا العصر الذهبى للهند ويعزو ذلك إلى تحقيق طفرات عظيمة في مجالات العلوم والتكنولوجيا والهندسة والفنون والمنطق والجدل والأدب والرياضيات والفلك والديانات إضافة إلى الفلسفة والتي تم بلورتها فيما أطلق عليه الثقافة الهندية، وقد تم خلال تلك الفترة ظهور النظام العشرى وفكرة الصفر وقد ساهم المناخ العام للسلام والرفاهة التي وفرتها اسرة جوبتا للهند خلال تلك الفترة في ابداع هذه الطفرات في جميع المجالات وصولا إلى افاق جديدة خاصة في فنون النحت والمبانى المعمارية العظيمة والرسم، كما بزغ في تلك الفترة العديد من المعلمين العظماء من أمثال «كاليداسا» و«أريابهاتا» و«فاراهاميهيرا» و«فيشنو شارما» و«فاتسيايانا» والذين أثروا الحقل العلمى بالعديد من البحوث والإنجازات الغير مسبوقة، وكما هو الحال في العلوم والفنون وصلت الإدارة والسياسة إلى أفاق جديدة خلال تلك الفترة وكان للهند أيضاً علاقات تجارية قوية مع المناطق المحيطة مما جعلها ذات تأثير عليها مثل بورما وسريلانكا وأرخبيل الملاى الأمر الذي جعل من الهند ملتقاً للعديد من الثقافات المحيطة.
من جانب أخر كانت فترة حكم جوبتا حدا فاصلا في الثقافة الهندية حيث قامو بتقديم تضحيات فيدية لإضفاء الشرعية على حكمهم، ومن ناحية أخرى ساهموا في دعم البوذية والتي استمرت في أداء دورها كبديل للإيمان القويم للهندوسية، وقد ساهم الاستخدام العسكري للثلاث حكام الأوائل لهذه الأسرة وهم «تشاندرا جوبتا الأول» و«سامودرا جوبتا» و«تشاندرا جوبتا الثاني» في إخضاع الكثير من الأراضى الهندية تحت سيطرتهم وقاموا بنجاح بمقاومة الإمبراطوريات الشمالية الغربية حتى وقت وصول قبائل الهون والذين تمركزوا في أفغانستان حوالى منتصف القرن الخامس وعاصمتهم فيها «باميان»، وعلى الرغم من ذلك لم تتأثر الأجزاء الجنوبية من الهند (الدكن) بتلك الأحداث في الشمال.

## الممالك الوسطى المتأخرة (العصر الكلاسيكى)
يبدأ العصر الكلاسيكى للهند منذ فترة حكم اسرة جوبتا ثم حكم «هارشا» في الشمال وتنتهى بسقوط إمبراطورية «فيجاياناجارا» في الجنوب خلال القرن الثالث عشر تحت وطأة الغزاه من الشمال، وقد أنتجت تلك الفترة بعض من أرقى ما نشأ في الهند من فنون والذي تم اعتباره المثال الواضح لثقافة هذا العصر والصورة للتطور في القيم الروحية والفلسفية التي شكلت فيما بعد وأثرت في الديانات الهندوسية والجنتية والبوذية، وقد نجح في تلك الفترة الملك هارشا من إقليم الكنوج شمالى شرق الهند خلال القرن السابع في توحيد أجزاء شمال الهند بعد انهيار إمبراطورية جوبتا ولكن للأسف انتهت إمبراطوريته بموته.
خلال الفترة من القرن السابع حتى التاسع اشتركت ثلاث أسر في حكم شمال الهند وهم «جورجارا بلاتيهارا» من إقليم «مالوا» والتي انقسمت فيما بعد بين العديد من الممالك الأصغر حجماً ثم «بالا» من إقليم البنغال والتي سيطرت عليها فيما بعد اسرة «سينا» و«راشتداكوتا» من إقليم الدكن، وهؤلاء الثلاثة كانو أول الممالك في إمارات «الراجبوت» وهى مجموعة من الممالك التي استمرت في الوجود على الساحة الهندية طوال ألفية من الزمان حتى الاستقلال من الاحتلال البريطانى، والعديد منهم حكم في شمال الهند وكان لهم صولات وجولات دموية مع الفاتحين المسملين ومنهم اسرة «شاهى» والتي حكمت أجزاء من شرق أفغانستان وشمال باكستان وكشمير من منتصف القرن السابع حتى أوائل القرن الحادى عشر.
حكمت أسرة تشالوكيا مناطق عديدة من جنوب ووسط الهند وكانت عاصمتهم بلدة «بادامى» خلال الفترة من 550 وحتى 750 ميلادية ثم اسرة «كاليانى» خلال الفترة من 970 حتى 1190 ميلادية. وإذا ما نزلنا إلى الجنوب أكثر نجد أسرة «البالافا» من «كانشيبورام» المعاصرين لأسرة تشالوكيا، ومع بدء تداعي أسرة تشالوكيا قام اصحاب الإقطاعيات المختلفة بتقسيم اشلاء الإمبراطورية عليهم خلال منتصف القرن الثاني عشر.
إمبراطورية «تشولا» 848 – 1279 في اوجها غطت مساحات عديدة من شبة الجزيرة الهندية وجنوب شرق آسيا وقد قام الملك «راجارايا تشولا» الأول بفتح جميع مناطق شبة الجزيرة الهندية إضافة إلى أجزاء من سريلانكا كما قامت قواته البحرية بالذهاب إلى ابعد من ذلك لتحتل سواحل بورما (ميانمار الآن) إلى فيتنام.
لاحقا خلال الفترة الوسطى اتحدت إمبراطورية «بانديان» مع «تاميل نادو» كما اتحدت إمبراطورية «تشيرا» في «كيرالا»، وبحلول 1343 انتهت جميع تلك الأسر ليبزغ فجر إمبراطورية «فيجاياناجارا» والتي استمرت من 1336 إلى 1646.
خلال تلك الفترة عملت الموانى الواقعة جنوب الهند على التجارة في المحيط الهندى بصفة خاصة تجارة التوابل مع الإمبراطورية الرومانية في الغرب وجنوب شرق آسيا في الشرق، وقد انتعشت الحركة الفنية والأدبية الهندية خلال تلك الفترة حتى بدايات القرن الخامس عشر عندما بدأ سلاطين دلهى في السيطرة على هذه الممالك، وقد إصطدمت اسرة فيجاياناجارا مع الممالك الإسلامية والتي انتهت بأفول نجم اللأولى ولكن بقى تأثير كل منهما على الآخر.

## بهادر شاه.. آخر الحكام المسلمين في الهند
(بمناسبة ذكرى وفاته في 14 جمادى الأولى 1279 هـ)
استقر الحكم الإسلامي في الهند ورسخت أقدامه وقامت له دولة منذ أن بدأ السلطان الأفغاني المجاهد محمود الغزنوي فتوحاته العظيمة في الهند سنة (392هـ = 1001م)، وامتد لأكثر من ثمانية قرون، تعاقبت في أثنائها الدول والأسر الحاكمة، ونعم الناس بالأمن والسلام، والعدل والمساواة، وازدهرت الحضارة على النحو الذي لا تزال آثارها الباقية في الهند تخطف الأبصار وتبهر العقول والألباب.
كانت إمبراطورية المغول في الهند آخر دولة حكمت الهند، ودام سلطانها نحو ثلاثة قرون، منذ أن أسسها ظهير الدين بابر في النصف الأول من القرن العاشر الهجري.
وتوالى على حكمها عدد من السلاطين العظام يأتي في مقدمتهم: السلطان "جلال الدين أكبر" الذي نهض بالدولة نهضة عظيمة، ونجح في تنظيم حكومة أجمع المؤرخون على دقتها وقوتها. والسلطان "شاه جهان" الذي اشتهر ببنائه مقبرة "تاج محل" لزوجته "ممتاز محل" وهي تُعد من روائع الفن المعماري، ومن عجائب الدنيا المعروفة. والسلطان "أورنكزيب" الذي تمسك بالسنة وأشرف على الموسوعة المعروفة بالفتاوى الهندية أو العالمكيرية، نسبة إلى "عالمكير"، وهو اسم اشتهر به في الهند.
ثم أتى حين من الدهر ضعفت فيه الدولة بعد قوة، وانصرف رجالها إلى الاهتمام بمصالحهم الخاصة، وإيثار أنفسهم بالكنوز التي حصلوا عليها في فتوحاتهم، وانتهز نادر شاه الفارسي فرصة تردي الدولة المغولية في الهند، فزحف عليها سنة (1153هـ = 1740م)، وأحدث بدهلي عاصمة الدولة الدمار والخراب، وأعمل السيف في أهلها، ورجع إلى بلاده محملاً بغنائم هائلة.
وساعدت هذه الأوضاع أن يزحف الإنجليز للسيطرة على الهند بسياستهم الماكرة وبأسلوبهم المخادع تحت ستار شركة الهند الشرقية، وانتهى الحال بأن دخل الإنجليز «دهلي» في مستهل القرن التاسع عشر الميلادي، وبسطوا سلطانهم في البنجاب، وتطلعوا إلى احتلال بلاد الأفغان لكن فاجأتهم شجاعة أهلها وبسالتهم فرجعوا عن هذا المخطط يائسين.
وقد فقد المسلمون في الفترة التي استولى فيها الإنجليز على الهند ما كانوا يتمتعون به من سلطان ونفوذ، وإمساك بمقاليد الأمور، واحتكام إلى الشرع الحنيف في كل الأمور، ولم يكن لسلاطين دلهي من الحكم شيء، وتمادى الإنجليز في طغيانهم، فعمدوا إلى تغيير الطابع الإسلامي لبعض المناطق الهندية ذات الأهمية الكبيرة، وإلى محاربة التعليم الإسلامي والاستيلاء على الأوقاف الإسلامية، وأذكوا نار العداوة بين المسلمين والطوائف الأخرى.

## ولاية السلطانبهادر شاه
في ظل هذه الأجواء المتردية تولى «بهادر شاه الثاني» الحكم في الهند سنة (01254هـ = 1838م)، خلفًا لأبيه السطلان «محمد أكبر شاه الثاني»، وكان الإنجليز في عهده قد أحكموا سيطرتهم على البلاد، وفرضوا نفوذهم على سلاطين الهند، الذين كانوا يتقاضون رواتب مالية منهم، وغدوا كأنهم موظفون لديهم، وبلغ من تعنتهم ومدى نفوذهم أنهم كانوا يتحكمون فيمن يدخل «دلهي» ومن يخرج منها.
ولم يكن عهد «بهادر شاه الثاني» أحسن حالاً من عهد أبيه، فسياسة الإنجليز لا تزال قائمة على جعل أعمال الحكومة في أيديهم، في حين يبقى الحكم باسم السلطان المسلم، ويذكر اسمه في المساجد، وتضرب النقود باسمه، وكان هذا منهم عملاً خبيثًا يفرقون به بين الحكم وبين الملك، الذي عد رمزًا للحكم الإسلامي، ويحكمون هم باسمه باعتبارهم نائبين عنه، وقد فطن العلماء المسلمون في الهند لهذا العمل المخادع فعارضوا هذه السياسة وقاموا في وجهها، وقالوا: «لا يتصور أن يكون هناك ملك إسلامي بدون حكم إلا إذا تصورنا الشمس بدون ضوء»، وأعلنوا حين صار هذا الوضع سائدًا في الهند أنها أصبحت دار حرب، وعلى المسلمين أن يهبوا للجهاد ضد الإنجليز حتى يردوا الحكم إلى أهله.
وحتى هذا الوضع الشائن للحكام المسلمين لم يستمر طويلاً فقد أعلن الإنجليز أنهم في طريقهم للقضاء عليه، فوَّجهوا إنذارًا إلى «بهادر شاه الثاني» الذي كان أسير القلعة الحمراء التي يسكنها في «دلهي» بلا نفوذ أو سلطان – أنه آخر ملك يسكن القلعة، وأنها ستصبح ثكنة عسكرية، وأن المخصصات التي يأخذها منهم ستنقطع بعد وفاته، وكان هذا يعني القضاء على دولة المغول في الهند، وكان لهذا الخبر وقع الصاعقة على الشعب المسلم في الهند.

## اشتعال الثورة في الهند
كان هناك سخط عام في الهند على وجود الإنجليز الذين ينهبون خيراتها ويمارسون سياسة متعسفة وظالمة ضد المسلمين، وكانت النفوس تموج بالغضب وتمور بالثورة والغليان، تنتظر الفرصة المناسبة والقائد الذي يمكن أن تلتف حوله، وتجاهد تحت رايته، وكان شمال الهند أكثر المناطق استعدادًا للثورة، حيث يكثر المسلمون، وتطغى سياسة الإنجليز الباطشة والمستهزئة بعقائد المسلمين وعباداتهم.
وكانت هناك ايضاملكة جانسي التي تدعى لاكشمي باي
التي وهي منذ صغرها وهي تلعب بالسهام والسيف بدلا من العب بالدمى مثل باقي الفتيات ومنذ ذللك الحين اشتعلت نار الثورة في هذه البطلة الشجاعة التي عرفها التاريخ الهندي وكتب عنها بحروف من ذهب في كتب التاريخ وهي مثال للشجاعة في الهند وقد زرعت نار الثورة في قلوب الهنود لكي ينتقموا من المستعمر البريطاني فهي ليست مجرد فتاة عادية لقد حاربت المستعمرين البريطانيين بكل ما تملك من قوة لكي تنتقم منهم لانهم احتلوا ارضها ولم يكتفوا بهذا اخذوا يذلوهم ويشتموهم ولكنها لن تسمض على هذا فقد لقنت البريطانيين درسا لن ينسوه طوال حياتهم فهي تعتبر مثال للشجاعة في الهند وليس في الهند فقط بل انتشرت قصتها فور وفاتها في انحاء الجزيرة العربية

## مقدماتالثورة
هناك إجماكوا نارها، وكان تعنت الضباط الإنجليز واستهتارهم بعقائد الجنود وراء ثورتهم وغضبتهم، بعد أن أرغموهم على قطع الدهن المتجمد الذي يُستخدم في تشحيم البنادق بأسنانهم، وكان هذا الشحم مركبًا من دهون الخنازير والبقر، فتذمر الجنود من ذلك باعتبار أن البقر محرم أكله على الهندوس تحريم الخنزير عند المسلمين، غير أن هذا التذمر زاد الضباط الإنجليز تماديًا وغرورًا فعاقبوا المتذمرين، ولم يلبث أن هب زملاؤهم بثورة عارمة في المعسكر، غضبًا لعزتهم وكرامتهم في (16 من رمضان 1273هـ = 10 من مايو 1857م)، وانقضّوا على ضباطهم الإنجليز وقتلوهم، وانطلقوا إلى «دلهي» معلنين الثورة، وسرعان ما انتشر لهيبها حتى عم دلهي وما حولها.
بهادر شاه قائد الثورة دعا علماء المسلمين إلى اجتماع في المسجد الجامع بدلهي، وأعلنوا فتوى بإعلان الجهاد وقَّعها كثير من العلماء البارزين، وكان لها أثر عظيم في تأييد الثورة واجتماع الناس للبذل والجهاد، واتحد الثائرون من المسلمين والهندوس، واختاروا بهادر شاه قائدًا عامًا للثورة، وفي ذلك إشارة إلى رضى الجميع عن الحكم الوطني المغولي.
قامت الثورة في دلهي دون تخطيط دقيق مسبق، وافتقدت إلى القيادة الواعية التي تستطيع أن تتحكم في حركة الثورة، ولم يكن بهادر شاه يصلح لهذا الدور لكبر سنه، واستطاع الإنجليز أن يعيدوا تنظيم أنفسهم، وتجميع قوات هندية من الأمراء الموالين في بعض مناطق الهند، وانضم إليهم «السيخ» وكانوا يكنون عداء شديدًا للمسلمين، الأمر الذي ساعدهم على مقاومة الثورة والقضاء عليها في دلهي والمناطق الأخرى التي اشتعلت بها في (8 من ذو القعدة 1274هـ = 20 من يونيو 1858م).

## وحشية المحتل الإنجليزي
بعد فشل الثورة قام الإنجليز بالقبض على بهادر شاه وأهل بيته أسرى، وساقوهم مقيدين في ذلة وهوان، وفي الطريق أطلق أحد الضباط الرصاص من بندقيته على أبناء الملك وأحفاده، فقتل ثلاثة منهم، وقطعوا رؤوسهم.
ولم يكتف الإنجليز بسلوكهم المنحط بالتمثيل بالجثث، بل فاجئوا الملك وهو في محبسه بما لا يخطر على بال أحد خسة وخزيًا، فعندما قدموا الطعام للملك في سجنه، وضعوا رؤوس الثلاثة في إناء وغطّوه، وجعلوه على المائدة، فلما أقبل على تناول الطعام وكشف الغطاء وجد رؤوس أبنائه الثلاثة وقد غطيت وجوههم بالدم.
لكن طبيعة الأنفة والكبرياء سمت فوق الحدث وفوق الحزن والجزع، فقال في ثبات وهو ينظر إلى من حوله: «إن أولاد التيمور بين البواسل يأتون هكذا إلى آبائهم محمرة وجوهم»، كناية عن الظفر والفوز في اللغة الأوردية.

## محاكمة بهادر شاه
بدأ الإنجليز بعد القبض على "بهادر شاه في محاكمته محاكمة صورية في "دلهي" في (10 من جمادى الأخر 1274 هـ = 26 من يناير 1858م)، واتهموه بأنه تعاون مع الثورة هو وابنه "ميزا مغل" ضد الإنجليز، وأنه أمر وشارك في قتل الإنجليز رجالاً ونساء وأطفالاً، وكانت تهمة كاذبة، والثابت أنه حين تولى قيادة الثورة كانت أوامره صريحة بعدم الاعتداء على الإنجليز من غير المحاربين منهم.
وبعد جلسات المحاكمة أصدر القضاة حكمهم بالإعدام، ثم خفف الحكم إلى النفي إلى مدينة «رانكون» عاصمة بورما، وتم تنفيذ النفي في يوم الخميس الموافق (9 من ربيع الأول 1275هـ == 17 من أكتوبر 1858م)، ورحل هو وأسرته وبعض أفراد حاشيته إلى بورما وخصصوا له مكانًا لمحبسه، ولزوجه وأولاده مكانًا آخر، وخضع الجميع لحراسة مشددة، وبنفيه سقطت دولة المغول الإسلامية في الهند، وطويت آخر صفحة من صفحات الحكم الإسلامي في الهند الذي ظل شامخًا أكثر من ثمانية قرون، ثم أقدم الإنجليز على تأكيد مخططاتهم وما كانوا يحاولون ستره بأشكال مختلفة، فقد أصدرت الملكة فكتوريا في (23 من ربيع الأول 1275هـ = 1 من نوفمبر 1858م) بنقل حكم الهند من يد شركة الهند الشرقية إلى يد المحكمة البريطانية، وبذلك دخلت الهند رسميًا ضمن مستعمرات التاج البريطاني، وظلت كذلك حتى اضطر الإنجليز للجلاء عنها في سنة (1367هـ == 1947م)

## وفاة بهادر شاه
ظل بهادر شاه في محبسه حتى وافته المنية في عصر يوم الجمعة الموافق (14 من جمادى الأولى 1279هـ = 7 من نوفمبر 1862م) وقد بلغ من العمر 89 سنة، قضى منها أربع سنوات في منفاه، وكان بهادر شاه شاعرًا مجيد، وفاضت قريحته أسى وحزنًا على ما وصل إليه، وما آلت دولته، يعيش سجينًا وحيدًا، لا يزوره أحد، ومن شعره الذي يصور مأساته قوله:
يا رسول الله ما كانت أمنيتي إلا أن يكون بيتي في المدينة بجوارك
ولكنه أصبح في رنكون وبقيت أمنيات في صدري
يا رسول الله.. كانت أمنيتي أن أمرغ عيني في تراب أعتابك
ولكن هأنذا أتمرغ في تراب رنكون
وبدلاً من أن أشرب من ماء زمزم، بقيت هنا أشرب الدموع الدامية
فهل تنجدني يا رسول الله. ولم يبق من حياتي إلا عدة أيام